# Slaget ved Bornhøved (1813)
 Der er for få eller ingen kildehenvisninger i denne artikel, hvilket er et problem. Du kan hjælpe ved at angive troværdige kilder til de påstande, som fremføres i artiklen.

 For alternative betydninger, se Slaget ved Bornhøved (1227). (Se også artikler, som begynder med Slaget ved Bornhøved (1227))
Slaget ved Bornhøved fandt sted den 7. december 1813, da det danske auxilliærkorps' bagtrop ved Bornhøved i Holsten blev indhentet under sin tilbagegang mod Rendsborg af et svensk kavalerikorps under Anders Fredrik Skjöldebrand. Forinden, efter sejren ved Boden, havde den danske chef, prinsen af Hessen, af frygt for at blive omgået af de allierede enheder, besluttet at forlade sin stilling ved Oldesloe og marchere til Bornhøved. Natten til d. 7 december nåede de danske styrker området mellem Bornhøved og Segeberg, og om formiddagen drog 1. og 2. brigade gennem Bornhøved, mens avantgarden nu kom til at udgøre bagtroppen. Generalløjtnant Anders Skjöldebrands svenske kavaleridivision, der havde fået ordre til at holde føling med danskerne, nåede frem til byen i løbet af 7. december, og da de trætte danske tropper var på vej gennem byen blev de angrebet af 11 svenske eskadroner. De danske soldater kæmpede nu en vanskelig forsvarskamp.

## Slaget
De svenske styrker valgte at angribe trods deres numeriske underlegenhed. Angrebets overraskende karakter skabte forvirring og panik blandt de danske tropper, og de medfølgende polske Ulaner, og både danske og svenske enheder blev presset sammen på byens smalle vej. På landsbyens vestlige side blev et dansk kompagni redet over ende, og 2. holstenske skarpskyttekorps der var ved at formere karré blev sprængt af 2. eskadron Mörnerske husarer. 1. holstenske skarpskyttekorps, der stod opstillet i marchkolonne, afslog fra denne formation to angreb, men herefter var bataljonens kampkraft brudt og folkene veg tilbage. På den anden side af byen lykkedes det, for det danske infanteri, at standse angrebet med geværsalver og kanonild fra to kanoner, hvorefter Holstenske infanteriregiment, af 1. brigade, udførte et modangreb, og de svenske enheder jog nu tilbage igennem byen eller uden om denne. Syd for landsbyen var danske skarpskytter gået i stilling ved et dige langs vejen og da det svenske kavaleri under tilbagegangen passerede her forbi, åbnede de ild sammen med andre danske enheder, som i mellemtiden havde sundet sig, hvorved svenskerne led yderligere tab. De svenske husarer forsvandt forsvandt mod syd og kampen var forbi.

## Efterspil
Begge parter tilskrev sig sejren i træfningen, og begge havde lidt betydelige tab. Svenskerne havde flest døde og sårede - 80 mand, og et ukendt antal sårede der slap med tilbage under tilbagetrækningen. Nogle tyske kilder skulle endda beskrive de svenske tab som højere endnu. Danskerne havde 56 døde og sårede samt 75 fanger. Træfningen ved Bornhøved kan opfattes som en dansk sejr, idet man afslog det svenske angreb og beholdt valpladsen. Svenskerne ser imidlertid også kampen som en sejr på grund af det velgennemførte svenske angreb, der var en chokerende oplevelse for de danske styrker, til trods for svenskernes numeriske underlegenhed. De Mörnerske husarers indsats i slaget fremhæves også fra dansk side. Efter slaget kunne den danske hær fortsætte tilbagegangen mod Kiel, som man nåede om aftenen, uden yderligere svensk indblanding. Herfra fortsatte den danske hærstyrke nordpå over Ejderkanalen, med retning mod Rendsborg.
Slaget betragtes i øvrigt som sidste gang danske og svenske hærenheder har været i direkte kamp.
I H.C. Andersen's roman Kun en Spillemand fra 1837 er slagets danske general prins Frederik af Hessen omtalt positivt. Slaget er også omtalt i Steen Steensen Blichers E Bindstouw fra 1842.